# Adam Spencer
Adam Spencer (* 4. Oktober 2001 in McKinnon) ist ein australischer Leichtathlet, der im Mittel- und Langstreckenlauf an den Start geht.

## Sportliche Laufbahn
Erste internationale Erfahrungen sammelte Adam Spencer, der seit 2022 an der University of Wisconsin–Madison in den Vereinigten Staaten studiert, im Jahr 2023, als er bei den Weltmeisterschaften in Budapest mit 3:42,10 min im Halbfinale im 1500-Meter-Lauf ausschied. Im Jahr darauf nahm er an den Olympischen Sommerspielen in Paris teil und schied dort mit 3:34,45 min in der Hoffnungsrunde über 1500 Meter aus.
2024 wurde Spencer australischer Meister im 1500-Meter-Lauf.

## Persönliche Bestzeiten
- 800 Meter: 1:46,84 min, 14. Mai 2023 in Bloomington
- 1500 Meter: 3:31,81 min, 23. Juli 2023 in London
  - 1500 Meter (Halle): 3:37,34 min, 11. Februar 2024 in New York City
- Meile: 3:55,12 min, 14. Juli 2023 in Dublin
  - Meile (Halle): 3:52,70 min, 11. Februar 2024 in New York